# Godów (Lublin)
Pour les articles homonymes, voir Godów.
Godów (prononciation [ˈɡɔduf]) est un village de la gmina de Chodel du powiat d'Opole Lubelskie dans la voïvodie de Lublin, située dans l'est de la Pologne.
Il se situe à environ 3 kilomètres au sud-ouest de Chodel (siège de la gmina), 12 kilomètres au sud-est d'Opole Lubelskie (siège du powiat) et 37 kilomètres au sud-ouest de Lublin (capitale de la voïvodie).
Le village comptait approximativement une population de 451 habitants en 2008.

## Histoire
De 1975 à 1998, la ville est attachée administrativement à l'ancienne Lublin.

Depuis 1999, elle fait partie de la nouvelle voïvodie de Lublin.